# 中西昇
中西 昇（なかにし のぼる、生没年不詳）は、新選組隊士（伍長）。
上州出身とされているが、島田魁『英名録』では武州川越出身とされている。これは上州前橋が川越藩領だったためで、内海次郎も同郷である。北辰一刀流の伊東誠一郎、伊東甲子太郎の弟子で、師範代を務める腕前であった。
元治元年10月、近藤勇や藤堂平助の勧誘を受け上洛。伊藤らと共に新選組に加盟した。その際の第二次組織編成では、斎藤一の四番組に属し、伍長となっている。慶応3年3月の御陵衛士の拝命により、新選組から分離したとされている。しかし、御陵衛士の阿部十郎や篠原泰之進は中西を同志に数えていない。
阿部によれば、中西は元御陵衛士の佐原太郎（篠崎慎八郎）を殺害したという。しかし、篠原は佐原が久留米新檄隊を組織していた慶応4年7月5日に同隊の田口次郎らによって殺害されたものとしている。戒光寺墓所の佐原の墓には慶応4年（明治元年）9月1日に京下寺町で死んだとある。